# 万历会计录
《万历会计录》，中国明朝万历年间官修财计著作。
经过五年编撰，明神宗万历九年（1581年），户部尚书张学颜主持完成《万历会计录》。全书四十三卷：
- 第一部分是第一卷，用四柱格式开列，从洪武年间至万历年间各报告项目的总额；
- 第二部分是第二卷到第二十六卷，按布政司顺序，反映各项田赋收入的会计、统计数字资料，包括田土的亩数、夏税（麦、钱钞、绢等）数量、秋粮（米、钱钞、绢等）数量和人户数量；
- 第三部分是第二十七卷到第二十九卷，反映国家屯兵重镇的年饷开支数额；
- 第四部分是第三十卷到第四十三卷，反映国家各项收入与支出的数量，包括屯田、盐法、茶法、钱法、钞关、船料、商税、杂课等收入项目与内库供应、光禄寺供应、宗藩禄粮、本部职官、文武官俸禄、仓场、漕运、营工俸粮等支出项目。通过在各项数据加注议论，比较国家财政收支状况，反应财政收支中的问题。

《万历会计录》在明清两代影响很大。1644年九月，清世祖入北京，十月宣布以《万历会计录》所载各项标准征收钱粮。